# 兒童與青少年精神醫學
兒童與青少年精神醫學或小兒精神醫學是精神醫學的一個分支。它主要專注於兒童與青少年及其家庭之心理疾患的診斷、治療和預防。它主要主要研究心理與社會雙重因素對於心理疾患的病程、發展、預後的影響程度。

## 文獻
1. ↑  Sadock, Benjamin J; Sadock, Virginia A; Kaplan, Harold I, , Lippincott Williams & Wilkins, 2009, ISBN 9780781793872